# Februarie 2012
Acest articol este generat integral pe baza informațiilor din articolul 2012 și este actualizat periodic de un robot.
 Editările făcute în articol vor fi șterse la următoarea actualizare! Dacă doriți să faceți modificări, editați articolul-sursă.

ianuarie -
februarie -
martie -
aprilie -
mai -
iunie -
iulie -
august -
septembrie -
octombrie -
noiembrie -
decembrie
Februarie 2012 a fost a doua lună a anului și a început într-o zi de miercuri.

## Evenimente

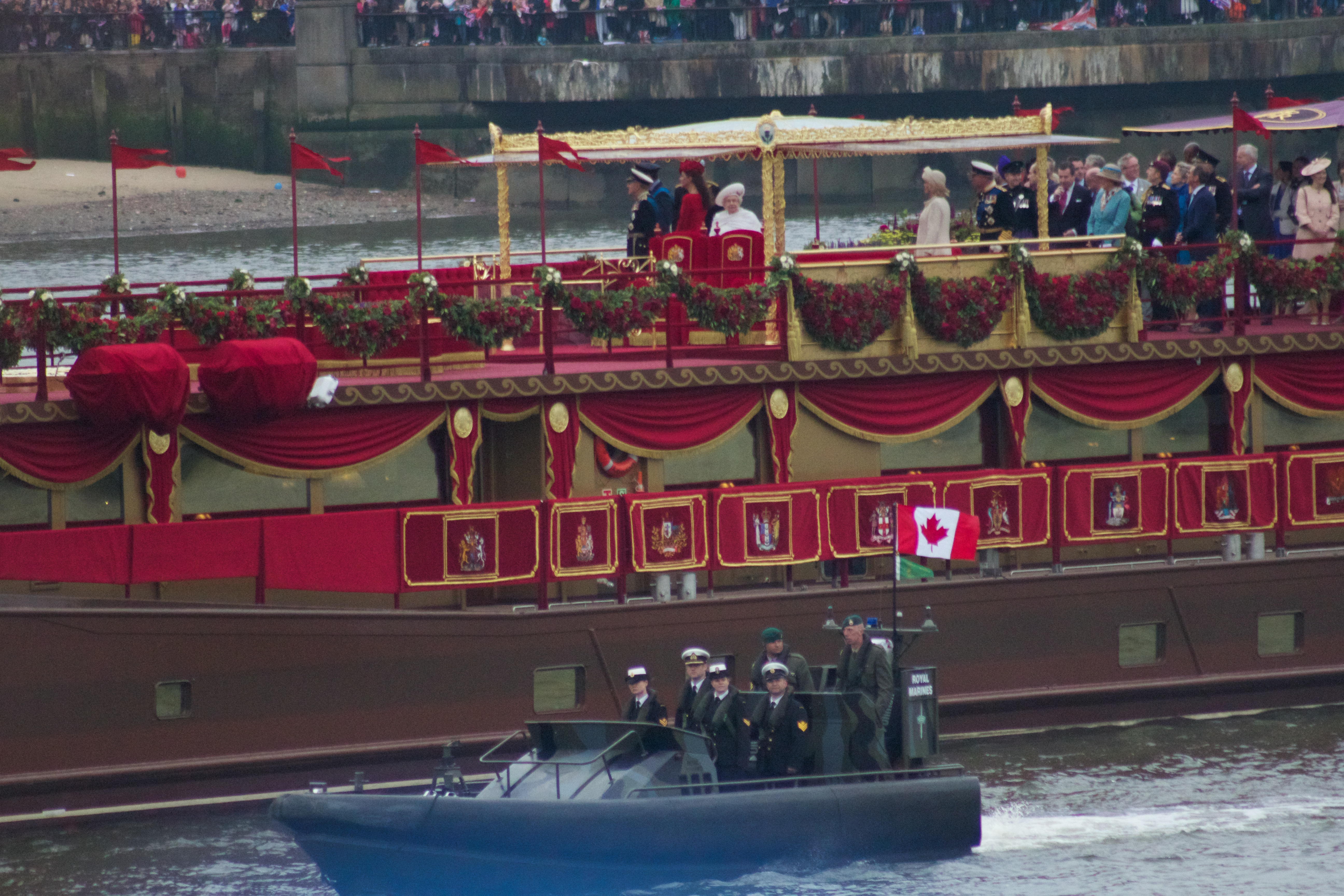
Jubileul de diamant al Reginei Elisabeta a II-a

- 1 februarie: 74 de suporteri au murit în revoltele ce au izbucnit la finalul jocului disputat în orașul Port Said din nordul Egiptului.
- 1 februarie: Vulcanul Popocatepetl a început să fumege.
- 6 februarie: Jubileul de diamant al Elisabetei a II-a, care marchează a 60-a aniversare de la ascensiunea ei pe tronul Regatului Unit, Canada, Australia și Noua Zeelandă.[1]
- 6 februarie: Prim-ministrul României, Emil Boc, și-a prezentat demisia. Traian Băsescu l-a desemnat pe Mihai Răzvan Ungureanu cu formarea noului cabinet.
- 6 februarie: Ciclistul spaniol Alberto Contador a fost suspendat pe o perioadă de 2 ani pentru dopaj cu clenbuterol în timpul Turului Franței 2010.
- 7 februarie: Sauli Väinämö Niinistö a fost ales în funcția de președinte al Finlandei.
- 12 februarie: A avut loc a 54-a ediție a Premiilor Grammy la Staples Center, în Los Angeles. Marea câștigătoare a fost Adele, care a câștigat 6 premii din 6 nominalizări.
- 13 februarie: Nanosatelitul Goliat a fost lansat cu succes în spațiul cosmic. Acesta este primul satelit dezvoltat în România.
- 15 februarie: Incendiul la un penitenciar din Comayagua, în centrul Hondurasului, a provocat moartea a 357 de persoane.
- 17 februarie: Christian Wulff a demisionat din funcția de președinte al Germaniei la o zi după ce Parchetul din Hanovra a solicitat ridicarea imunității sale pentru cercetarea unor acuzații de corupție.
- 18 februarie: Ceremonia oficială de ridicare a arhiepiscopului Lucian Mureșan la rangul de cardinal.[2]
- 19 februarie: Iranul a încetat să mai vândă petrol companiilor franceze și britanice.
- 21 februarie: Alegeri prezidențiale cu candidat unic în Yemen după 33 de ani de regim Ali Abdallah Saleh.
- 21 februarie: Dominique Strauss-Kahn, fostul director al FMI, a fost plasat în arest preventiv după ce s-a prezentat la audieri pentru proxenetism, ulterior a fost eliberat după o zi.
- 21 februarie: Miniștrii de finanțe din zona euro au ajuns la un acord privind cel de-al 2-lea împrumut de 130 miliarde euro pentru a preveni falimentul Greciei.
- 24 februarie: Kofi Annan a fost numit emisar special al ONU și Ligii Arabe pentru Siria.
- 25 februarie: Noul președinte yemenit Abd Rabbo Mansour Hadi a depus jurământul în fața Parlamentului. Ali Abdullah Saleh a părăsit puterea la presiunea protestelor, după 33 de ani la conducerea țării.
- 26 februarie: A 84-a ediție a premiilor Oscar. Pelicula The Artist a câștigat 7 premii Oscar din 10 nominlizări.

## Nașteri
Prințesa Estelle, Ducesă de Östergötland, nepoata regelui Carl XVI Gustaf al Suediei.

## Decese
- 1 februarie: Ladislav Kuna, 64 ani, fotbalist și antrenor slovac (n. 1947)
- 1 februarie: Olha Rapai-Markish, 82 ani,  ceramistă ucraineană (n. 1929)
- 1 februarie: Wisława Szymborska-Włodek, 85 ani, scriitoare poloneză, laureată a Premiului Nobel (1996), (n. 1923)
- 2 februarie: Gheorghe Huțanu, 61 ani, sportiv român (hochei pe gheață), (n. 1950)
- 3 februarie: Ben Gazzara (Biagio Anthony Gazzarra), 81 ani, actor american (n. 1930)
- 3 februarie: Grigore Man, 70 ani, scriitor român (n. 1941)
- 3 februarie: Jacob Salatun, 84 ani, politician indonezian (n. 1927)
- 4 februarie: Martin Bodinger, 82 ani, filosof, bibliolog și istoric român de etnie evreiască (n. 1929)
- 9 februarie: John Hick, 90 ani, teolog protestant britanic (n. 1922)
- 9 februarie: Ilie Moldovan, 83 ani, cleric român (n. 1928)
- 11 februarie: Whitney Houston (Whitney Elizabeth Houston), 48 ani, cântăreață americană, actriță și producătoare de filme (n. 1963)
- 16 februarie: Cornel Mihai Ionescu, 71 ani, scriitor român (n. 1941)
- 18 februarie: Roald Aas, 83 ani, sportiv norvegian (patinaj viteză), (n. 1928)
- 19 februarie: Dan Iagnov (n. Dan Ion Marcu), 77 ani, compozitor român, interpret pian și voce (n. 1935)
- 20 februarie: Vasile Grigore, 77 ani, pictor, desenator, profesor universitar și colecționar român (n. 1935)
- 20 februarie: Rubin Udler, 86 ani, academician din R. Moldova de etnie evreiască (n. 1925)
- 21 februarie: Ranil Gemunu Abeynaike, 57 ani, sportiv din Sri Lanka (cricket), (n. 1955)
- 22 februarie: Carol Dina, 74 ani, senator român (2000-2004), (n. 1937)
- 24 februarie: Maria Adelaide de Braganza, 100 ani, infantă a Portugaliei (n. 1912)
- 25 februarie: Elena Suciu-Băcăoanu, 76 ani, sportivă română (parașutism), (n. 1936)
- 25 februarie: Maurice André, 78 ani, trompetist francez (n. 1933)
- 27 februarie: Manuel de Solà-Morales i Rubió, 73 ani, arhitect spaniol (n. 1939)
- 28 februarie: William Hamilton, 87 ani, teolog american (n. 1924)
- 28 februarie: Aneta Slivneanu, 68 ani, comunistă română (n. 1944)